# Tokyo’s Revenge
Гарт Эндрю Бест (родился 13 ноября 1998 года), более известен как Tokyo’s Revenge — американский рэпер. Его популярность возросла за счёт песен «GoodMorningTokyo!» и «Thot!», которые стали популярны в TikTok.

## Карьера

### 2017—2019: Ранняя жизнь и начало карьеры
Гарт родился в семье гаитийцев. Он начал заниматься рэпом в раннем возрасте, научившись фристайлить в старшей школе, это занятие стало одним из его увлечений, наряду с рисованием и видеоиграми. Свою первую песню рэпер записал на оборудовании друга, работая охранником. В 2017 году он ушёл из дома, чтобы жить одному.

### 2018—2021: Популярность
Tokyo’s Revenge начал публиковать свои песни на SoundCloud в 2018 году. В конце 2019 года он выпустил свой прорывной сингл «GoodMorningTokyo!» из его дебютного мини-альбома Mdnght (Side B). Песня достигла пика в рейтингах Spotify Global Viral 50 и Rolling Stone Trending 25 на 1 и 2 местах соответственно, собрав 26 миллионов прослушиваний на Spotify. Сингл стал популярным в TikTok. Музыкальное видео, снятое Джеймсом «JMP» Перейрой, было выпущено 17 февраля. 27 февраля Гарт присоединился к туру City Morgue под названием Good As Dead. Ещё одна песня «Thot!» при участии ZEDSU также стала популярной в 2020 году, её сравнивают с творчеством XXXTentacion. 11 сентября 2020 года Tokyo’s Revenge выпустил второй мини-альбом 7VEN. 27 ноября 2020 года он выпустил сингл «NorthingLastsForever».

### 2021-наст.время: Обвинения в груминге
В 2021 году пользователь Instagram обвинил Гарта за секстинг с ней, когда она была несовершеннолетней, заявив, что они начали разговаривать друг с другом, когда ей было 14, а ему 19. В Discord он был уличён во лжи поклонниками в голосовом чате. Ютуберы ImDontai и BlackySpeakz сняли видео об этой ситуации, однако лейбл Tokyo’s Revenge пригрозил удалить их. Jasiah убрал свой куплет из их совместной песни «SPIT!». Tokyo’s Revenge удалил все свои посты в Instagram из-за этого случая.

## Музыкальный стиль
Музыка Tokyo’s Revenge была вдохновлена японской культурой, а также такими людьми, как Tyler, the Creator, Эминем и Jay-Z. Когда Гарт выпустил третий мини-альбом Lillium, он объяснил, что альбом «больше опирается на певческую музыку и на другие типы, которые я могу сочинять, и на то, как далеко я могу продвинуть свой голос за пределы простого рэпа».

## Дискография

### Мини-альбомы
| Название        | Год  |
| --------------- | ---- |
| Mdnght (Side B) | 2019 |
| 7VEN            | 2020 |
| Lilium          | 2020 |

### Синглы
| Год  | Название                                | Высшая позиция в чарте | Высшая позиция в чарте | Альбом             |
| Год  | Название                                | Bubbling Under Hot 100 | UK Singles             | Альбом             |
| ---- | --------------------------------------- | ---------------------- | ---------------------- | ------------------ |
| 2018 | «Jetslide '98»                          | —                      | —                      | Внеальбомный сингл |
| 2018 | «YesIndeedFreestyle»                    | —                      | —                      | Внеальбомный сингл |
| 2018 | «RoverFreestyle»                        | —                      | —                      | Внеальбомный сингл |
| 2019 | «Sinner Pt. 2»                          | —                      | —                      | Внеальбомный сингл |
| 2019 | «Mdnght»                                | —                      | —                      | Внеальбомный сингл |
| 2019 | «Disco!»                                | —                      | —                      | Внеальбомный сингл |
| 2019 | «Darkside!»                             | —                      | —                      | Внеальбомный сингл |
| 2019 | «Sinner Pt. 1»                          | —                      | —                      | Внеальбомный сингл |
| 2019 | «PlanetFitnessFreestyle»                | —                      | —                      | Внеальбомный сингл |
| 2019 | «If U Think This is Abt U it Is»        | —                      | —                      | Внеальбомный сингл |
| 2019 | «Cowboys and Aliens»                    | —                      | —                      | Внеальбомный сингл |
| 2019 | «LooneyTunesFreestyle»                  | —                      | —                      | Внеальбомный сингл |
| 2019 | «GoodMorningTokyo!»                     | 1                      | 74                     | Mdnght (Side B)    |
| 2020 | «Gotham»                                | —                      | —                      | 7VEN               |
| 2020 | «Bodycount» (при участии Jasiah)        | —                      | —                      | 7VEN               |
| 2020 | «Irresponsible»                         | —                      | —                      | Внеальбомный сингл |
| 2020 | «Bodycount» (при участии The Kid Laroi) | —                      | —                      | 7VEN               |
| 2020 | «NorthingLastsForever»                  | —                      | —                      | Lilium             |
| 2020 | «Sorry!»                                | —                      | —                      | Lilium             |